# Pfarrkirche Rutzenmoos

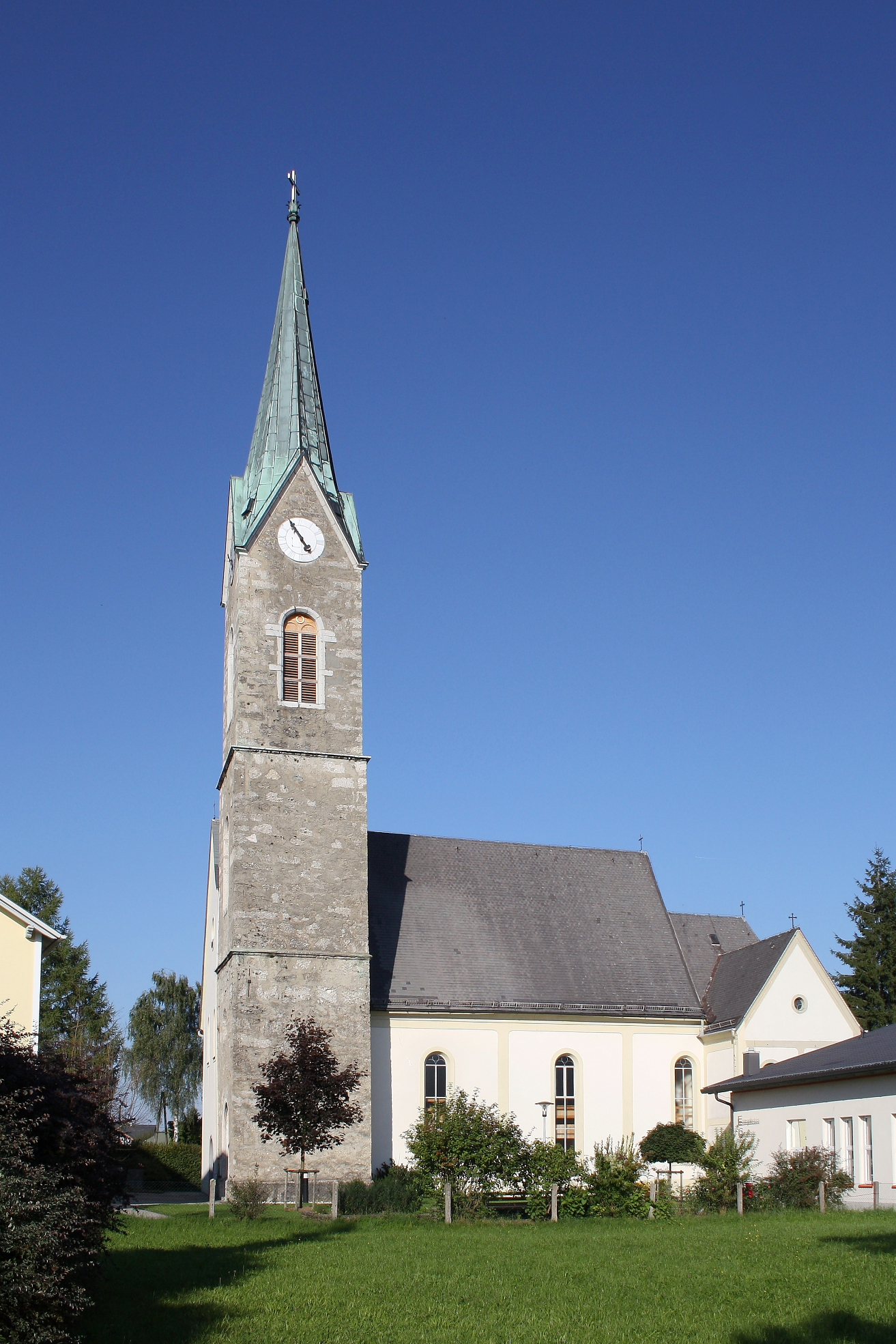
Evangelische Pfarrkirche in Rutzenmoos

Die evangelische Pfarrkirche Rutzenmoos steht im Ort Rutzenmoos in der Marktgemeinde Regau im Bezirk Vöcklabruck in Oberösterreich. Die Pfarrkirche gehört zur Evangelischen Superintendentur A. B. Oberösterreich. Das Kirchengebäude steht unter Denkmalschutz.

## Geschichte
Nachdem sich die Bevölkerung von Rutzenmoos im mittleren 16. Jahrhundert mehrheitlich der Reformation angeschlossen hatte und über die Gegenreformation hinweg als Kryptoprotestantismus weiterbestanden hatte, um erst mit dem 1781 durch Kaiser Joseph II. erlassenen Toleranzpatent wieder offiziell als Glaubensrichtung zugelassen zu werden, entstand hier schon im darauffolgenden Jahr eine der neun sogenannten Toleranzgemeinden Oberösterreichs. Schon 1783 konnten ein Bethaus und eine protestantische Schule errichtet werden, die heute das Evangelische Museum Oberösterreich beherbergt. Nach dem 1861 von Kaiser Franz Joseph erlassenen Protestantenpatent, das die rechtliche Gleichstellung der Protestanten im Habsburgerreich garantierte, wurde 1864 das bisherige Bethaus durch den Zubau eines Kirchturms zu einem Kirchenbau umgestaltet. 1886–1888 schließlich erfolgte der Ausbau zur heutigen Form durch den Architekten Theophil Frey aus Stuttgart.

## Beschreibung
Die evangelische Pfarrkirche Rutzenmoos eine Saalkirche mit einem aus der Achse verschobenen schlanken übergiebelten Turm mit Spitzhelm und einem polygonal geschlossenen Altarhaus mit angebauter Sakristei. Der dreiseitig von einer Empore umschlossene Kirchenraum ist von einem in den Dachstuhl erweiterten hölzernen Tonnengewölbe geschlossen, der Altarraum ist rippengewölbt. Der Altar zeugt eine Kreuzigungsdarstellung, seitlich des Altarraums ist die Kanzel gesetzt. Die Orgel wurde 1986 von der Orgelmakerij Reil aus Heerde gebaut. Sie umfasst 13 Register auf zwei Manualen und Pedal.